# Operacja w Orakzai
Operacja w Orakzai (urdu: Khwakh Ba De Sham) – operacja prowadzona przez siły pakistańskie przeciwko talibom w Agencji Orakzai leżącej w Pakistanie.
Operacja rozpoczęła się 24 marca 2010 i była kontynuacją walk na Terytoriach Plemiennych Administrowanych Federalnie (FATA) kontrolowanych przez talibów. Operacja formalnie zakończyła się 1 czerwca 2010 deklaracją zwycięstwa przez armię pakistańską, to jednak nadal silne wpływy mieli talibscy rebelianci, w wyniku ich partyzantka trwała do końca 2010. W efekcie operacji oczyszczono Agencję Orakzai w 85% z obecności talibskiej oraz otwarto wszystkie zablokowane dotąd drogi.

## Geneza
Podjęcie walk z talibami na Terytoriach Plemiennych Administrowanych Federalnie przez siły pakistańskie miało miejsce w 2004 roku. Do starć dochodziło w Waziristanie. wyniszczające walki toczyły się tam ze zmiennym szczęściem, przerywane trzema rozejmami. We wrześniu 2006 doszło nawet do podpisania układu pokojowego, który na samych terytoriach plemiennych dawał względny spokój. Jednak napięta sytuacja w kraju spowodował wznowienie walk w Waziristanie w roku następnym. Do kolejnej umowy pokojowej doszło tam w maju 2008.
Wykorzystując chwilowe unormowanie sytuacji w Waziristanie, w sierpniu 2008 siły pakistańskie rozpoczęły ofensywę na terytoriach plemiennych Agencji Bajaur. Walki zakończył się sukcesem, a 28 lutego 2009, ogłoszono, iż Agencja Bajaur została całkowicie kontrolowana przez siły rządowe. Znaczna liczba bojowników tam walczących schronienie znalazła w Waziristanie, a także na innych terytoriach plemiennych m.in. w Orakzai.
Po sukcesach w walce z talibami w Dolinie Swat, walki zostały wznowione w Waziristanie, uznawanym za główny bastion rebeliantów. Szeroko zakrojona operacja zakończyła się śmiercią lidera Tehrik-i-Taliban Pakistan, Baitullaha Mehsuda, a także w grudniu 2009 całkowitym zajęciem Południowego Waziristanu. W międzyczasie oczyszczono Agencję Chajber. Jednym ze skutków tych operacji było przeniknięcie znacznej ilości talibów do Agencji Orakzai.
Na początku 2010 sytuacja w Waziristanie ustabilizowała się. Po zakończeniu ofensywy wszystkie Terytoria Plemienne Administrowane Federalnie oprócz Północnego Waziristanu i Agencji Orakzai były pod kontrolą rządu. W związku z tym pod koniec marca 2010 uruchomiono kolejną operację wojskową tym razem w Orakzai, zamieszkiwaną głównie przez Pasztunów.

## Operacja

### 24 marca
Operacja rozpoczęła się w nocy z 23 na 24 marca 2010, kiedy wojsko pakistańskie składające się z 5 batalionów i paramilitarnych jednostek Frontier Corps (FC), wspierane przez lotnictwo (PAF) i ciężką artylerię, weszło do kontrolowanych przez talibów obszarów Orakzai.
W oczekiwaniu na wojskową ofensywę, domostwa w Agencji Orakzai opuściło 80% mieszkańców.
Do pierwszych walk doszło w miejscowościach Hashmat Khan Kili, Qeematkhel, Mirobak, Shna Naka, Anjani, Ferozkhel, Stori Khel, Khalil Kalay. Siły bezpieczeństwa umocniły zabezpieczenia w punktach wejścia do Agencji Orakzai, by zapobiec ucieczce duże ilości bojowników do Północno-Zachodniej Prowincji Pogranicznej (NWFP), która w kwietniu 2010 została przemianowana na Chajber Pasztunchwa. Zabezpieczone zostały przesmyki do Doaba, Thal i Hangu. Podczas ataku wojsk pakistańskich nie stawili dużego oporu, gdyż sporo nich rzuciło się do ucieczki.
Pierwszego dnia zginęło 23 rebeliantów – 12 w nalotach, 11 w walkach lądowych. Rannych natomiast zostało dwóch żołnierzy FC.
Zniszczono sześć kryjówek i bunkrów, zlikwidowano także centrum szkoleniowe dla bojowników.
Pierwszego dnia armia przejęła kontrolę nad Anjani, Zera, Chamjanna, Hashmat Khan Kili, Shna Naka, Mirobak, Qeemat Khel, Shantana i Feroz Khel.

### 25 marca
Drugiego dnia ofensywy według różnych raportów zginęło od 58 do 67 talibów. Rannych zostało też dwóch żołnierzy FC. Jeden z nich w walkach pod Mirobak, a drugi w ataku moździerzowym w Kalaya.
Generał Tariq Khan wydał oświadczenie, że operacja przebiega pomyślnie i zgodnie z oczekiwaniami.
Pakistańskie lotnictwo (PAF) zbombardowało zabudowania w Mamuzai i Daburai. Celami ataków były m.in. szkoły, meczety w których ukrywali się talibowie. W momencie ataku w jednym z budynków miał znajdować się jeden z liderów Maulvi Toofan. W Daburai zniszczono trzy kryjówki, zabijając łącznie sześciu talibów i raniąc pięciu. W wyniku wszystkich nalotów zginęło według różnych agencji informacyjnych między 44-61 rebeliantów. Czterech bojowników zginęło i jeden żołnierz został ranny w potyczkach pod Mirobak i Feroz Khel.
Pojmany został ponadto lokalny przywódca talibów Mian Gul. Zabezpieczono przy nim znaczną ilość granatów i broni. Poparcie dla talibów w walce z siłami bezpieczeństwa złożył Hafiz Sakhi – były talibski dowódca.

### 26 marca
Trzeciego dnia zginęło 28-42 rebeliantów. Tak więc ogólna liczba zabitych przekroczyła 100 talibów. Po stronie wojsk rządowych zanotowano pięciu, bądź sześciu żołnierzy FC zabitych, natomiast 17-20 odniosło rany.
W nocy z 25 na 26 marca około 100-150 bojowników podjęło atak na Shna położony na obrzeżach Kalaya. Rebelianci uzbrojeni w karabiny maszynowe i moździerze zaatakowali z trzech stron jednocześnie. 26 marca przy pomocy lotnictwa wojska lądowe przeszły do kontrataku. Po kilku godzinach walk odbito punkt kontrolny w Shna. W starciach śmierć poniosło 21-32 talibów. Wśród zabitych byli islamiści z Afganistanu i Uzbekistanu. W walce zginęło również 5-6 żołnierzy.
Talibowie atakowali również w Mamuzai, gdzie dzień wcześniej doszło do krwawego nalotu. Później lotnictwo powtórzyło nalot na Daburai, Mamuzai, Khadizai i Ghiljo. Zginęło 7-10 bojowników, raniąc 10 innych.
Tego dnia przeprowadzono ewakuację ludzi pozostałych w swoich domach. W tym celu otwarto główne drogi, ale były strzeżone tak by nie mogli uciec nimi talibowie.

### 27 marca
Czwartego dnia walk zginęło 16 rebeliantów. Armia straciła pięciu, bądź sześciu żołnierzy, a ok. 20 odniosło rany.
16 bojowników straciło życie w bombardowaniu ośmiu kryjówek i trzech pojazdów, którym poruszali się bojownicy. Ponadto w stronę bunkrów skierowano ogień artyleryjski. Talibowie postawili opór w miejscowościach Sultanzai, Daburai, Bizoti, Feroz Khel, Bazoqamar, Kata Kanrai, Utman Khel, Chundra/Jondar, Darra Garhi i Anjani.
W Orakzai bojownicy zabili dwóch członków plemienia Utman Khel, którzy mieli szpiegować na rzecz rządu. Znaleziono też ciała sześciu kierowców ciężarówek porwanych kilka dni przed rozpoczęciem ofensywy.

### 28 marca
Kolejnego dnia ofensywy zabito 22-28 talibów. Po stronie wojsk rządowych nie odnotowano ofiar.
Do potyczki doszło pod Gajdar, gdy siły bezpieczeństwa niszczyły tamtejsze bunkry. W walce zabito od sześciu do dziesięciu bojowników. W starciach, które poprzedziły akcję niszczenia talibskich stanowisk zginęło pięciu rebeliantów. Po tych potyczkach wojsko zabezpieczyło miejscowość Gajdar, przejmując nad nim całkowitą kontrolę.
Rebelianci odpalili cztery rakiety, które spadły na miasto Kalaya. Pakistańskie lotnictwo zbombardowało później pozycje wroga pod Feroz Khel zabijając według różnych źródeł od pięciu do 12 talibów.
Około 15 tys. rodzin w wyniku ciągłych walk podjęło ucieczkę do Agencji Chajber.

### 29 marca
Szóstego dnia ofensywy zabito 28 talibów. Rannych zostało 2-4 żołnierzy. Armia odpierała ataki talibów, aresztowała bojowników, a także atakowała z powietrza i niszczyła kryjówki.
Główne działania wojskowe prowadzono w miejscowościach Feroz Khel, Waziri, Mishti, Sara Mela i Zara Mela. W Mirobak talibowie zorganizowali zasadzkę na konwój wojskowy. Armia odpowiedziała ogniem zabijając ośmiu, bądź 11 bojowników i pojmała czterech innych w tym jednego z liderów Mir Fazala. Dwóch wojskowych odniosło obrażenia. Na stolice Agencji Orakzai – Kalayę spadły rakiety, w wyniku czego dwóch żołnierzy zostało rannych. Siły bezpieczeństwa przeszły do kontrataku, atakując napotkaną grupę talibów, zabijając pięć osób. Z kolei w nalotach na talibskie twierdze zginęło 13 rebeliantów. Żołnierze zabili kolejnych dwóch bojowników i aresztowano 14 podczas akcji poszukiwawczej, zajęto także rebeliancką broń i amunicję.
Siedmiu cywilów (w tym kobiety) zostało rannych w eksplozji miny-pułapki w Aliri nieopodal Feroz Khel. W Ghlijo znaleziono zwłoki czterech niezidentyfikowanych osób.

### 30 marca
Tego dnia zabito 26-39 talibów. Armia pakistańska nie odnotowała ofiar. Dowództwo wojskowe przekazało, że 65% terenów Orkazai jest pod kontrolą wojsk. Zapowiedziano dalsze ciężkie bombardowania.
Dzień rozpoczął się od nalotu na kryjówki rebeliantów w Arghanjo. Życie straciło w nim 20-21 talibów, a ok. 10-22 zostało rannych. Myśliwce przeprowadziły dodatkowe naloty na kryjówki rebeliantów w Anjani niszcząc trzy kryjówki i zabijając 6-210 talibów. Z kolei pod Stori Khel śmigłowce wystrzeliły pięć rakiet zabijając od sześciu do dziewięciu talibów. Naloty miały również miejsce w Mishti. Siły bezpieczeństwa przejęły kontrolę nad Anjani, Kharshah, Shiraz Garhi i Sultanzai. Aresztowano tam dziewięciu rebeliantów.
Dziewięciu członków rodziny zginęło kiedy rakiety odpalone źle obrały cel i spadły na dom. W Agencji Hangu, leżącej na południe od Orakzai schronienie znalazło 46 tys. rodzin.

### 31 marca
Ósmego dnia operacji życie straciło 11 talibów. Siły bezpieczeństwa nie poniosły strat.
Ok. 80-100 rebeliantów uzbrojeni w rakiety, karabiny maszynowe, pasy materiałami wybuchowymi i samochodem z bombą o 2 w nocy zaatakowali posterunek żołnierzy FC w Jhansi leżącej w Chajber na północ od Agencji Orakzai. W bitwie trwającej sześć godzin zginęło 25 rebeliantów i sześciu żołnierzy. Rannych zostało 30 talibów i 15 żołnierzy. Atak przygotowali wspólnie talibowie z TTP i Lashkar-e-Islam. Z uwagi, iż bitwa miała miejsce na terenie Agencji Chajber, bilans jej ofiar nie jest liczony do operacji.
Lotnictwo przeprowadziło ostrzał wioski Mirobak. Zginęło w nich 7-10 talibów, zaś zniszczeniu uległo pięć bunkrów i kilka pojazdów. Nieznani sprawcy dokonali zamachu na przywódcę talibów Maulvi Toofan. Pod jego pojazdem na drodze z Mir Kalam Khel do Arghanjo zdetonowano minę IED. Następnie wybuchła wymiana ognia w której zginęło czterech bojowników.
Czworo cywili zostało rannych po uderzeniu rakiety w dom w Lerah. Z kolei dziewięciu innych osób odniosło obrażenia po zbombardowaniu domu w Mishti.
Talibowie przejęli pięć szkół w miejscowościach Spin Khada, Utman Khel, Dhand Gahri, Shalon Talab, i Toti Bagh oraz zniszczyli szpital w Marghan.

### 1 kwietnia
Dziewiątego dnia zginęło talibów 28 talibów. Siły bezpieczeństwa nie odniosły strat.
Bombardowanie z helikoptera miało miejsce w Feroz Khel, gdzie zginęło 10-18 bojowników i zniszczono trzy pojazdy, którym talibowie zamierzali prawdopodobnie uciec do Agencji Kurram. Naloty miały miejsce też w Bizoti i Gomeen, gdzie śmierć poniosło sześciu bojowników.
W Orakzai doszło do wymiany ognia między talibami pod dowództwem Maulvi Toofana i Maulana Rafiqa. Zginęło 4-6 rebeliantów. Walki wybuchły w Mishti wskutek nieporozumień i niekorzystnej sytuacji w jakim znaleźli się talibowie. W innym incydencie zginęła inna ważna talibska postać Zia ur Rehman na drodze z Ghiljo do Kalaya.
Podczas walk jeden z granatów uderzył w dom cywilny w Mian Mir Kalay, raniąc poważnie cztery osoby.
W ciągu 10 dni operacji schronienie w obozach dla uchodźców na terenie Hangu i Kohat znalazło 10 tys. cywilów.

### 2 kwietnia
2 kwietnia zginęło siedmiu, a pięciu zostało rannych talibów w bombardowaniach kryjówek w Sultanzai, Shakar Tangi, Saragara, Kasha i Anjani. Zniszczone zostały ponadto 2-3 kryjówki.

### 3 kwietnia
Kolejnego dnia operacji zginęło 30 rebeliantów. Zabitych zostało także sześciu żołnierzy, a 10 zostało rannych. Wojskowi zginęli podczas ataku na punkt kontrolny w Khersha. Partyzanci złapali także konwój wojskowy w zasadzkę między miejscowościami Goeen i Hindara. Atak odparto i zabito 13 rebeliantów. W odwecie ostrzelano kryjówki pod Anjani, Utman Khel i Aner Khel. Poległo 22 talibów.

### 4 kwietnia
Siły bezpieczeństwa zabiły ok. 40 talibów, a rannych zostało dwóch żołnierzy.
Rebelianci dokonali ataku na patrol wojskowy w Syed Khalil Baba. Żołnierze ostrzelani z moździerzy i rakiet odpowiedzieli ogniem.
W starciu zginęło między 16 a 26 talibów, 15 zostało rannych, a ok. 10 aresztowano. Do potyczki doszło także w miejscowości Shna Kerpa. Tam w dwugodzinnej wymianie ogania śmierć poniosło 12 rebeliantów. Natomiast w walkach pod Andara zginęło ośmiu talibów. Podczas operacji zniszczono według różnych raportów 2-6 kryjówki.

### 5 kwietnia
Kolejnego dnia walk zginęło 15 talibów, a także jeden żołnierz. Talibowie zginęli w ostrzale helikopterowym w Miangano Kalay oraz w walkach w Bizoti. Tam w wymianie ognia poległ żołnierz pakistański.

### 6 kwietnia
Czternastego dnia operacji w wyniku bombardowania kryjówek zginęło 10 talibów. Pociski pakistańskiego lotnictwa spadły na Kasha, Saragara, Goeen oraz Sangara. Zniszczoną siedem kryjówek oraz dwa samochody, którymi poruszali się partyzanci.
Siły bezpieczeństwa rozpoczęły na dużą skalę operację poszukiwania talibów taktyką z domu do domu w Feroz Khel, Stori Khel, Sultanzai, Utman Khel, Zera, a także Aner Khel.

### 7 kwietnia
Kolejnego dnia walk śmierć poniosło 13 talibów, a 20 odniosło obrażenia. W wyniku bombardowań zniszczono siedem kryjówek. Armia poinformowała, iż zajęła wioski Feroz Khel, Anjani, Utman Khel, Syed Khalil, Shna Kerpa i Mirobak.

### 8 kwietnia
8 kwietnia nie odnotowano żadnych ofiar śmiertelnych w ludziach. Rebelianci jednak zaatakowali szkołę w Yousaf Talab Killay, raniąc dwoje dzieci.

### 9 kwietnia
Armia pakistańska zabiła 15 talibów, którzy zaatakowali posterunek w którym stacjonowali żołnierze. Grupa 100 talibów dokonała ataku maszerując z Agencji Chajber. W wyniku walk w Bizoti rannych zostało także trzech żołnierzy.

### 10 kwietnia
18. dnia zginęło 54 talibów w walkach pod Bizoti. Wymiana ognia rozpoczęła się po ataku rebeliantów na posterunek wojsk pakistańskich.
Pakistańskie lotnictwo zbombardowało pozycje rebeliantów w Chajber, leżącej na północ od Orakzi. W wyniku tego zginęło ok. 60 talibów z ugrupowania Lashker-e-Islam.

### 11 kwietnia
11 kwietnia zginęło 23 bojowników. Po stronie sił bezpieczeństwa, obrażenia odniosło trzech żołnierzy.
10 talibów zginęło w potyczce pod Shireen Darra. Przyczyną wybuchu walk była akcja zaczepna partyzantów, którzy z pocisków rakietowych ostrzelali wojsko pakistańskie. Armia rządowa użyła w odwecie ciężką artylerię i lotnictwo. Zniszczono od trzech do pięciu kryjówek. W potyczkach pod Bizoti, Anjani, Stori Khel poległo kolejnych dziesięciu talibów.

### 12 kwietnia
W trakcie kolejnego dnia operacji zginęło 41 rebeliantów oraz dwóch żołnierzy, a dziewięciu odniosło rany.
Zabici to ofiary bitwy, która miała miejsce w Shireen Darra. Talibowie zaatakowali tam z broni maszynowych i pocisków maszynowych
posterunek sił bezpieczeństwa. Wymiana ognia trwała trzy godziny. Wśród zabitych byli liderzy talibscy – Zewar Mulla i Safi-ur Rehman.

### 13 kwietnia
21. dnia operacji nie odnotowano żadnych strat.

### 14 kwietnia
Podczas 22. dnia operacji nie odnotowano strat zarówno wśród talibów jak i sił bezpieczeństwa.
Rzecznik armii pakistańskiej generał Athar Abbas ogłosił, iż w Orakzai walczy 7 tys. żołnierzy. Nie podano daty końcowej ofensywy, mimo iż zapewniano, iż operacja jest w końcowej fazie. Ogłoszono natomiast, że kolejnym celem wojska pakistańskiego będzie Północny Waziristan.
Międzynarodowy Komitet Czerwonego Krzyża ogłosił, iż dla uchodźców z Orakzai brakuje żywności oraz leków. Około 95 procent osób wysiedlonych znalazło schronienie w obozach dla uchodźców.

### 15 kwietnia
Ośmiu ekstremistów zginęło podczas bombardowań wiosek Goeen i Shireen Dara leżących w południowych partiach Orakzai. Oprócz tego zniszczono 2-3 kryjówki.
Rzecznik Laskar-e-Islam Zarr Khan, wydał oświadczenie w którym talibowie z tego ugrupowania wyrażają chęć na podjęcie rozmów z rządem.

### 16 kwietnia
Siły bezpieczeństwa zabiły 17 talibów, podczas zabezpieczenia miejscowości Sangara i Goeen w centralnej części Orakzai.

### 17 kwietnia
21 rebeliantów zabito w walkach w górach Sangara. Ponadto prowadzono ostrzał z helikopterów, w wyniku czego zniszczeniu uległy trzy kompleksy kryjówek talibów.

### 18 kwietnia
Armia pakistańska kontynuowała operację w górach Sangara. W wyniku walk zginęło ośmiu talibów oraz żołnierz FC.
Talibowie dokonali ataku rakietowego na cywilny dom w Sheikhan, w efekcie czego śmierć poniósł mężczyzna, a troje dzieci odniosło obrażenia.

### 19 kwietnia – 21 kwietnia
W dniach od 19 kwietnia do 21 kwietnia nie odnotowano ofiar operacji wojskowej.
W trakcie walk w Orakzai schronienie w obozach dla uchodźców w Kohat i Hangu znalazło ok. 800 rodzin. Organizacje humanitarne oceniły, iż dla zapewnienia godziwych warunków życia cywilom potrzeba 537 mln dolarów, podczas gdy Pakistan dysponował na ten cel sumą 170 mln dolarów.

### 22 kwietnia
Po trzech dniach względnego spokoju, armia rządowa rozpoczęła natarcie w wioskach Mishti i Kambar Masi na obszarze Sangara. Doszło tam do ataku rebeliantów na żołnierzy Frontier Corps (FC). W trzygodzinnej wymianie ognia zginęło 20 bojowników i jeden, bądź dwóch żołnierzy, a trzech odniosło rany. Następnie do walk przystąpiła ciężka artyleria, a pozycje rebeliantów zostały ostrzelane przez lotnictwo. W wyniku tego śmierć poniosło 11 kolejnych partyzantów, a co najmniej 23 zostało rannych. Trzech z nich zostało aresztowanych.

### 23 kwietnia
23 kwietnia w wyniku walk w Ferozkhel zabito 16 talibów, podczas gdy jeden żołnierz odniósł obrażenia.
Talibowie zburzyli żeńską szkołę w miejscowości Mamuzai.

### 24 kwietnia
24 kwietnia zginęło 20 talibów.
10 bojowników zginęło w wymianie ognia, gdy armia wypierała z terenu Sangara talibów. Jeden żołnierz odniósł rany. Następnie pakistańskie odrzutowce zbombardowały i zniszczyły trzy kryjówki w Goeen, zabijając jednocześnie 10 rebeliantów.

### 25 kwietnia – 27 kwietnia
Siedmiu ekstremistów zabito w czasie ich ataku na posterunek wojska pakistańskiego, który miał miejsce 5 kwietnia. Atak w Goeen nastąpił we wczesnych godzinach porannych i został natychmiast odparty. Później lotnictwo pakistańskie zbombardowało miejscowości Kasha, Saiful Masi, Mishti i Sangara. Zniszczono siedem kryjówek, natomiast łącznie w obu incydentach śmierć poniosło 15 talibów.
26 kwietnia nie odnotowano walk w Orakzai. Natomiast w wymianie ognia w leżącym na północ Agencji Chajber, śmierć poniosło dwóch rebeliantów.
Dzień później talibscy bojownicy zaatakowali pakistańskich żołnierzy w Bizoti. Armia odparła atak zabijając ośmiu talibów. Pięciu rebeliantów aresztowano, podczas akcji poszukiwawczej w Mishti oraz Ferozkhel. Pięciu talibów zabito gdy ciężka artyleria i lotnictwo zbombardowało, kryjówki w Kasha.

### 28 kwietnia – 29 kwietnia
28 kwietnia podczas bombardowania artyleryjskiego obszarów w Mishti, Badgam i Shekhan zginęło 17 talibów w tym dwóch liderów Abdul Mateen i Abdul Malik.
Dzień później w czasie walk w Mishti oraz Shekhan zginęło 13 islamistów oraz pakistański żołnierz.

### 30 kwietnia – 2 maja
30 kwietnia wojska pakistańskie zamordowały 30 talibów. Rebelianci dokonali atak na konwój wojskowy w Mir Ghar. W wyniku wymiany ognia zginęło 21 rebeliantów, a rannych zostało dwóch żołnierzy. Kolejnych ośmiu talibów zginęło podczas natarcia w Goeen. Czterech innych bojowników aresztowano. Partyzanci ostrzelali z rakiet obóz wojskowy w Spina Thana, w wyniku czego doszło do uszkodzenia ściany. Żołnierze przystąpili natychmiast do akcji zaczepnej w toku której zastrzelono jednego taliba.
1 maja zginęło 15 rebeliantów. Pakistańskie lotnictwo przeprowadziło bombardowanie w rejonach Kasha oraz Shaikhan. Śmierć poniosło 11 talibów, zniszczono także cztery kryjówki. Natomiast w ostrzale artyleryjskim w Anjani i Esa Khel zginęło czterech talibów, a zniszczeniu uległy dwa schrony.
Czterdziestego dnia operacji doszło do masowego bombardowania pozycji talibów w Daburai i kilku przybrzeżnych wioskach. Rakiety, które spadały na tereny zajmowane przez talibów doprowadziły do śmierci co najmniej 40 bojowników. Kompletnemu zniszczeniu uległo ich 10 kryjówek. Dwóch pakistańskich żołnierzy odniosło rany w ataku rakietowym rebeliantów w Mishti.

### 3 maja – 6 maja
3 maja rebelianci dokonali ataku na punkt kontrolny założonych przez pakistańskich żołnierzy. Wojskowi odpowiedzieli ogniem, odepchnęli talibów i przeszli do ataku, zabijając 13 ekstremistów. Strona pakistańska straciła dwóch żołnierzy Siły bezpieczeństwa poinformowały, iż miasta Stori Khel, Kalaya, Feroz Khel, Anjani, Hasmat Khel oraz Hasan Khel zostały całkowicie zabezpieczone przez talibami.
W kolejnych dwóch dniach operacji nikt nie zginął.
5 maja ok. 5 tys. uchodźców rozpoczęło powroty do domostw w południowy Orakzai. Armia zabezpieczyła tam bowiem większą część regionu.
Natomiast 6 maja zginęło 26 talibów. W walkach lądowych żołnierze zabili w Daburai 15 talibów. Kolejnych sześciu ekstremistów poległo w walce z miejscową milicją lojalną rządowi w Islamabadzie. Do starć doszło pod Sara Gara. Z kolei rebelianci wystrzelili rakiety na miasto Kalaya, raniąc jednego żołnierza. Armia odpowiedziała ogniem zabijając pięciu bojowników.

### 7 maja – 9 maja
7 maja zginęło 13 rebeliantów. Ośmiu bojowników zostało zabitych w starciu pod Daburai, natomiast pięciu kolejnych w bombardowaniu w różnych sektorach Orakzai. Zniszczeniu uległy także dwie kryjówki.
8 maja siły bezpieczeństwa zabiły 15 rebeliantów. Siedmiu bojowników zginęło w wymianie ognia po ataku talibów na oddział wojsk w Daburai. Czterech kolejnych życie straciło w walkach pod Shahu Khel, a czterech innych w bombardowaniach w Chappar Masti.
9 maja armia zdobyła miasto Daburai do którego wjechały czołgi. Podczas walk o miasto w których udział brało też lotnictwo zginęło 37 rebeliantów, a 28 zostało rannych. Pięciu żołnierzy odniosło obrażenia. Ponadto w walkach w Mandati Killay zginęło dziewięciu bojowników, a czterech żołnierzy zostało rannych. Kolejnych 18 talibów poniosło śmierć w bombardowaniach ich pozycji w miejscowościach Kasha, Dano Killay, Sangara i Khawro Killay.

### 10 maja – 13 maja
10 maja rebelianci zaatakowali wojsko w miejscowości Mandati, w odwecie za ich wyparcie z Daburai. W kilkogodzinnej bitwie poległo 10 żołnierzy oraz 30 rebeliantów. Atak w ostateczności odparto, lecz był to najkrwawszy dla wojska pakistańskiego dzień od początku operacji.
11 maja pakistańskie lotnictwo przeprowadziło bombardowania w Mishti, Saam i Kol, zabijając ośmiu talibów i niszcząc trzy obozy szkoleniowe.
12 maja nie odnotowano ofiar w toku działań militarnych. 13 maja także w Orakzai nikt z walczących nie poniósł śmierci. Walki skoncentrowały się w Chajber, gdzie zabito 10 rebeliantów i aresztowano 57.

### 14 maja – 16 maja
Pakistańska artyleria zbombardowała 14 maja terytoria wiosek Kasha i Shakar Tangi, zabijając siedmiu rebeliantów.
16 maja lotnictwo i artyleria zbombardowała pozycje talibów w wioskach Ghiljo, Khadizai, Gujar Killay, Hasanzai Darra, Wali Qambar, Tarangi i Daburai. W wyniku tego poległo aż 35 bojowników. W starciu lądowym pod Kol żołnierze zabili 18 rebeliantów, a aresztowali 30. 98% cywilów z południowego Orakzai znalazło schronienie w obozach dla uchodźców.

### 17 maja – 20 maja
17 maja talibowie zaatakowali żołnierzy w swoich bazach z rakiet i moździerzy. Zginęło dwóch żołnierzy, a pięciu zostało rannych. Następnie wojsko przeprowadziło odwet w wyniku którego śmierć poniosło 25 rebeliantów.
18 maja w walkach pod Kol i Daburai zginęło ośmiu rebeliantów, natomiast dwóch żołnierzy odniosło rany.
19 maja ok. 200 rebeliantów napadło na punkt kontrolny w Darra Saam. Talibowie zaatakowali żołnierzy z ciężkiej broni i rakiet. W ciężkiej, trzygodzinnej bitwie zginęło 40-60 rebeliantów, a także 2-4 żołnierzy, a 20 zostało rannych. W walce zostały użyte czołgi oraz artyleria. Następnie pakistańskie lotnictwo zaatakowało rebeliantów w Daburai, zabijając pięciu talibów i niszcząc kilka kryjówek.
20 maja helikopter zbombardował Daburai w wyniku czego śmierć poniosło 25 rebeliantów.

### 21 maja – 23 maja

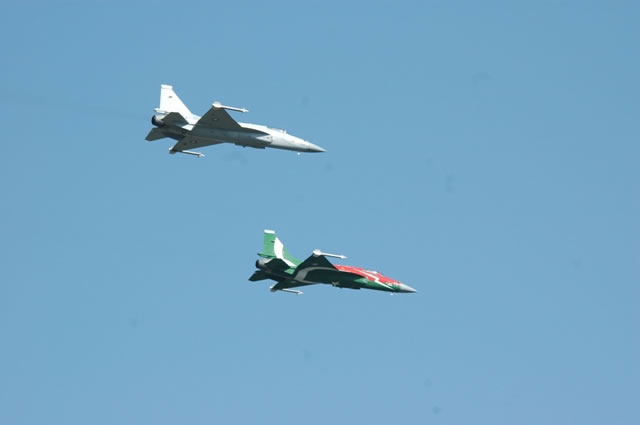
Pakistańskie lotnictwo (PAF) było aktywne podczas operacji

21 maja dwóch żołnierzy zostało rannych, zginęło 10 partyzantów po ataku na posterunek w Daburai. Armia zabiła także dziewięciu rebeliantów w walkach pod Mulla Khel. Z kolei lotnictwo zbombardowało pozycje rebeliantów w Zakhtan oraz Kaul, zabijając 12 bojowników i niszcząc cztery kryjówki.
22 maja rebelianci zastawili pułapkę w Darra Saam, raniąc w niej dwóch wojskowych. W odpowiedzi lotnictwo zbiło 31 talibów.
23 maja w kolejnych bombardowaniach talibskich pozycji zginęło 19 rebeliantów, zniszczeniu uległy trzy kryjówki.

### 24 maja – 27 maja
24 maja nie odnotowano ofiar operacji. Dzień później grupa 50 talibów zaatakowała oddział sił bezpieczeństwa w Daburai. Na pomoc żołnierzom przybyło lotnictwo, za pomocą którego zabiło 12 rebeliantów, zniszczono też osiem obozów szkoleniowych.
26 maja w bombardowaniach pod Khadizai and Ghiljo, zginęło 15 bojowników, 10 zostało rannych, zniszczono też cztery kryjówki.
27 maja kontynuowano bombardowania, pozbawiając życia kolejnym 32 ekstremistom. W walkach udział brała także pakistańska artyleria.

### 28 maja – 31 maja
28 maja odrzutowce kontynuowały bombardowania na wielką skalę, w wyniku czego zginęło 80 rebeliantów. 60 zostało rannych, zniszczono 15 pojazdów wyładowanych ładunkami wybuchowymi. Siły bezpieczeństwa poinformowały, iż objęły kontrolę nad Arha Guld, Knadao, Threy Sotay, Supaka Kandoi i Khatango Ghar. W Mishti jeden żołnierz zginął wskutek wybuchu miny-pułapki.
29 maja w nalotach w Ghiljo oraz Daburai, śmierć poniosło 11 bojowników, kompletnemu zniszczeniu uległy cztery kryjówki górskie. Dwóch żołnierzy zginęło w Daburai, po wybuchu miny przydrożnej, na którą najechał pojazd przewożący żołnierzy.
30 maja w bombardowaniach w Ghiljo, Ghuz Garh, Tali, Tore Kandi zginęło 15 talibów, 13 zostało rannych. Zniszczonych zostało też 5 kryjówek. W sześciogodzinnej wymianie ognia w wioskach Mulla Khel, Rangi Kandu, Mir Garh, Drai Choti i Sumpag, poległo 22 partyzantów.
31 maja pakistańskie siły lotnicze prowadziły zmasowane naloty w rejonach Ghiljo, Mamuzai, Tor Kanray, Kasha, Narek, Rabia Khel, Aakhel, Ismail Zai, Tali i Gor Garh zabijając 42 rebeliantów i niszcząc siedem kryjówek. Wśród zabitych był Ihsan Farooqi – jeden z ważniejszych dowódców Talibanu w Orakzai. Kolejnych 15 talibów zginęło w walkach lądowych w Daburai i Ali Khel.

### 1 czerwca: pakistańska deklaracja zwycięstwa
1 czerwca wojsko pakistańskie oficjalnie ogłosiło zwycięstwo nad talibami w Orakzai. Dowódca armii gen. Ashfaq Parvez Kayani złożył wizytę żołnierzom w Agencjach Orakzai oraz Kurram. Kayani spotkał się także ze starszyzną plemienną podczas dżirgi w Kalayi, gdzie dziękował za wsparcie i prosił o dalsze wsparcie w procesie pokojowym. Równocześnie zakończono operację w sąsiedniej Agencji Kurram, gdzie od września 2009 zginęło 18 żołnierzy i ponad 200 talibów. Armia ogłosiła, iż kontrolowała 80% terenów Kurram.
Zdaniem mieszkańców i obserwatorów nadal połowa obszaru Agencji Orakzai faktycznie była pod kontrolą talibów, mimo utraty ok. 1,5 tys. bojowników (podczas gdy po stronie pakistańskiej tylko 35 żołnierzy poniosło śmierć). Armia odniosła niewątpliwy sukces w Południowym Orakzai, gdzie np. miasto Daburai było całkowicie bezpieczne od talibskiej rebelii, jednak w środkowych i północnych sektorach Agencji silne wpływy nadal mieli rebelianci, którzy kontrolowali m.in. miasta Mamuzai i Ghiljo. W Północnym Orakzai nadal działali talibowie z Waziristanu, Swat i Bajaur, którzy byli wspierani przez sojuszników z Islamskiego Ruchu Uzbekistanu.
Na froncie jednak walki nie ustały. Pakistańskie helikoptery nadal kontynuowały naloty. W dniu deklarowanego zwycięstwo w miejscowościach Teri i Kot Kalay w południowych rubieżach Orakzai zginęło 20 bojowników. Wśród zabitych byli zagraniczni rebelianci.

## Partyzantka talibów

### Czerwiec: kontynuacja walk
Rzecznik prasowy armii pakistańskiej gen. Athar Abbas powiedział 2 czerwca, że większe skupiska rebelii w Orakzai zostały skutecznie wyeliminowane. Zabezpieczona została także strategiczna droga do Przełęczy Chajberskiej. Abbas podkreślił, że pozostały niewielkie kieszenie oporu w regionie i dla stabilizacji operacja będzie kontynuowana.
W nalotach 2 czerwca w miejscowościach Kasha, Teri, i Toti Mela zginęło 20 talibów, zniszczono także cztery kryjówki. W dniu kolejnym rejonach Jamal Mela, Mian Chana i Mula Thap w ostrzałach z powietrza poległo dziewięciu partyzantów. Natomiast w ostrzale moździerzowym wykonanym przez Pakistańczyków, poległo pięciu cywilów – troje dzieci i dwie kobiety. 4 czerwca 10 talibów zostało zabitych w nalotach w Kasha, Toti Mela i Teri. Zniszczono cztery kryjówki.
5 czerwca doszło do potężnego uderzenia z powietrza w miejscowościach Ghiljo, Tali, Mamuzai, Saifal Darra, Mulla Patti, Toti Mela, Tor Kanay, Sara Gara i Shakar Tangi, czyli tam, gdzie talibowie nadal mieli swoje wpływy. Zginęło 25 rebeliantów, a zniszczeniu uległo dziewięć górskich kryjówek wykorzystywanych przez talibów. Tego dnia siły lądowe weszły do Ghiljo, zabijając w walkach 13 bojowników. Walki trwały trzy godziny, podczas których strzelano rakietami oraz moździerzem. 6 czerwca podczas spotkania plemiennego – szury – miał atak talibów. Wojsko pakistańskie szybko zareagowały, a w walce zginęło 13 napastników. 15 rebeliantów zginęło w starciach w Zakhtan i Balkhtan, po których zabezpieczono miejscowości. W bitwie o Ghiljo zginęło ponad 20 rebeliantów. Kolejnych dziewięciu talibów zabito w rejonach wiosek Kasha i Toti Mela.
Kontynuowano walki w Orakzai Północnym, gdzie rebelia talibska była najsilniejsza. Bojownicy zaatakowali tam 7 czerwca w miejscowości Mazid Ghari patrol sił bezpieczeństwa. W dwugodzinnych walkach zginęło 15 talibów. W ostrzale artyleryjskim w Mamuzai uszkodzeniu uległo 10 domów. Natomiast 12 rebeliantów poniosło śmierć w nalotach w Ismail Zai. 8 czerwca zginęło sześciu żołnierzy, a 20 zostało rannych po ataku w wiosce Karonchki pod Ghiljo. Konwój pakistańskich żołnierzy odpowiedział ogniem, w wyniku czego poległo 40 talibów. 9 czerwca miała miejsce trzygodzinna walka pod Daburai. Zginęło w niej 11 rebeliantów, a trzech żołnierzy odniosło obrażenia. Natomiast w potyczce pod Mishti poległo ośmiu kolejnych talibów. 10 czerwca helikoptery bombardowały miejscowości Daburai i Ghiljo w wyniku czego śmierć poniosło 10 partyzantów.
Pakistańskie myśliwce zbombardowały pozycje rebeliantów w Orakzai Północnym w miejscowościach Ghiljo, Anjerki, Nander Mela, Khadizai, Mullah Batai, Kot Killay, Inzarkay i Daburai. W walkach lądowych użyto artylerię. Ofensywa z dnia 12 czerwca przyniosła 12 talibskich ofiar. Zniszczeniu uległy cztery kryjówki, a także osiem domów cywilnych. Rebelianci zburzyli cztery szkoły do których uczęszczały dziewczynki. 13 czerwca nie odnotowano ofiar operacji. Zamknięcie dróg doprowadziło do braku możliwości dostaw żywności, paliwa i wyposażenia medycznego dla ludności cywilnej pozostających w Agencji. 14 czerwca dziesięciu rebeliantów zginęło w Orakzai Północnym w ostrzałach wiosek Ghunda Mela, Nek Kot, Badam Killay i Shahdala. Zniszczeniu uległy dwie górskie kryjówki.
19 czerwca czterech talibów zginęło podczas operacji wojskowej w obszarze Ahung (górna część Agencji Orakzai). Równolegle walki wybuchły po raz kolejny pod Daburai, jednak bilans tamtejszych ofiar nie jest znany. 20 czerwca w całodniowych nalotach pod Kot Killay, Khotak, Tor Sam, Mamuzai, Jabba i Sama Bazaar, życie straciło ok. 70 partyzantów Jeden z pocisków trafił w dom cywilny w Mamuzai powodując śmierć czterech cywili. Jeden z lokalnych dowódców talibów był jedną z pięciu ofiar wybuchu miny-pułapki Sheikhan. Do wybuchu ładunku doszło podczas jego podkładania. Do zajętych przez wojsko rejonów Orakzai Południowego zaczęli powracać uchodźcy.
21 czerwca trzech pakistańskich żołnierzy zginęło, a pięciu zostało rannych w ataku talibów na patrol wojskowy w Kasha. Talibowie w walce używali rakiet. Siły bezpieczeństwa odpowiedziały ogniem zabijając 10 ekstremistów. Tym samym liczba zabitych żołnierzy od rozpoczęcia operacji przekroczyła 50 i wyniosła 52. 22 czerwca myśliwce zbombardowały pozycje talibów w Nandar Mela, Hai Toey, Stur Killay i Petavky w Orakzai Północnym, zabijając ekstremistów. Natomiast w walkach lądowych pod Spedar Killay, Swaro, i Kot Killay w Orakzai Północnym zginęło czterech żołnierzy, 12 zostało rannych oraz 38 bojowników. 23 czerwca rebelianci zaatakowali żołnierzy pakistańskich w Daburai. Zginęło 24 bojowników oraz jeden żołnierz, a dziewięciu odniosło rany.
24 czerwca w nalotach pod Ghandakai zginęło ośmiu bojowników. Zniszczeniu uległo kilka kryjówek. Rzecznik wojska gen. Athar Abbas poinformował, iż do Orakzai Północnego napływają bojownicy, który dokonali przegrupowania. 25 czerwca wojsko lądowe zabiło 10 bojowników podczas wymiany ognia w Anjani w Orakzai Południowym. Dwóch żołnierzy odniosło rany. 26 czerwca ośmiu rebeliantów poniosło śmierć w nalotach pakistańskiego lotnictwa w Ismail Zai. Kolejnych sześciu zginęło w Kotak i Kot Killay. Wioski leżą w Orakzai Północnym. 27 czerwca wojska lądowe i lotnictwo zabiło w Mamuzai ośmiu talibów. W wyniku nalotu tego samego dnia późnym wieczorem zniszczony został prowizoryczny szpital prowadzony przez talibów. W bombardowaniu zginęło 40 rebeliantów.
28 czerwca około 15 talibów zginęło w walkach lądowych pod Daburai. W ostrych starciach ciężko rannych zostało trzech żołnierzy. W innej potyczce pod Bakar Ghari poległo ośmiu następnych partyzantów. 12 rebeliantów zginęło, a trzech żołnierzy odniosło rany w czasie ataku talibów w Sanpaga Kandao, który miał miejsce 29 czerwca. 30 czerwca w bombardowaniach w Orakzai zginęło około 20 talibów.

### Lipiec
3 lipca czterech talibów zginęło w wymianie ognia w Sanpaka Kandao Orakzai Północnym po ataku na siły bezpieczeństwa. Z kolei w Orakzai Południowym w Sangara w walkach poległo sześciu talibów. Rezultatem bombardowania pozycji rebeliantów 4 lipca w Mamuzai, Khadizai, Molazai, Daburai i Alikhel w Orakzai Północnym była śmierć 12 bojowników. W wyniku wybuchu miny w Mishti Mela dwóch pakistańskich żołnierzy zostało rannych. 5 lipca w wyniku nalotów na pozycje w Jabba, Sama i Mamuzai poległo dziesięciu partyzantów. 8 lipca w bombardowaniach w Daburai, Khadizai, Mamuzai i Mulla Badai zniszczeniu uległy cztery kryjówki, zginęło także 15 rebeliantów.
Podczas nalotów 9 lipca zginął ważny talibski dowódca Wasi-ur Rehman. Był wśród 22 kolejnych zabitych. 10 lipca był kolejnym dniem bombardowań. Tym razem pod Akhwankot, Tarri i Mamuzai zginęło 15 bojowników. W odpowiedzi talibowie zaatakowali wojskowy posterunek w Khadezai. Ranili sześciu żołnierzy, którzy jednak odpowiedzieli ogniem, zabijając 20 agresorów. Kolejnego dnia wojsko lądowe, odrzutowce, helikoptery oraz artyleria zaatakowały broniących się talibów w Orakzai Północnym w rejonach wiosek Torask, Baliana, Qaum Sok, Mazeed Garhi i Sara Mela. W ciężkich starciach zginęło 22 talibów. 12 talibów zginęło, a dwóch żołnierzy FC zostało rannych w osobnych walkach w Kot Killay.
12 lipca jeden żołnierz zginął, a czterech zostało rannych w wyniku wybuchu bomby w Orakzai Południowym. 13 lipca, jak poinformowało wojsko zginęło co najmniej 100 talibów w bitwie pod Daburai. Jeden żołnierz odniósł rany. W nalotach dzień później pod Kasha, Srigaray, Khori, Mamuzai i Shakar Tangi zginęło 24 rebeliantów. Dwóch lokalnych dowódców było wśród 15 zabitych 15 lipca po bombardowaniach w Ghundaki Killay, Mishti Kandi, Daburai i Saiful Darra w Orakzai Północnym. Zniszczono także dwa bunkry.
17 lipca w nalotach na Arghanjo, Mamuzai i Jandrai zginęło 18 rebeliantów. 18 lipca, 15 talibów zginęło w bombardowaniu helikopterowym w Saiful Darra, Ut Mela i Shakar Tangi. Tego samego dnia wieczorem w powtórnych nalotach tym razem w Daburai, Ali Khel, Mamuzai i Ghiljo poległo 10 kolejnych ekstremistów.
19 lipca wojska lądowe objęły kontrolą miasto Ghiljo w północnym Orakzai i rozpoczęły pochód ku Khadezai i Mamuzai. Tego dnia w bombardowaniach zginęło 20 talibów. Dwa dni później trzech żołnierzy zginęło, a sześciu odniosło rany w walkach pod Daburai. W potyczce śmierć poniosło także 40 talibów. W wyniku bombardowań pozycji talibów 22 lipca pod Ghundakai, Khadezai, Lapti i Anjar Patai w północnym Orakzai, zginęło 15 rebeliantów. Wojska naziemne rozpoczęły wycofywanie czołgów i artylerii z Ghiljo. Wówczas w wyniku potyczki pod Sarki Khel, zginęło 24 talibów.
23 lipca w bombardowaniach zginęło 29 talibów w tym dwóch lokalnych liderów, Zahidullah i Suleman Mehsud. 25 lipca w podobnych nalotach poległo kolejnych 24 rebeliantów. Wojsko pakistańskie weszło do miasta Daburai. 27 lipca siły bezpieczeństwa zabezpieczyły tereny wokół miejscowości Sheikhan Daburai i Khwaja Khizar. Przejęto na nich znaczne ilości broni, talibskie rakiety.
Pod koniec lipca Pakistan nawiedzony został przez katastrofalną powódź, która w znacznej mierze spowolniała działania militarne. Kataklizm dotknął w północnej części kraju 20 mln ludzi, zginęło ponad 1600 osób.

### Kolejne miesiące
1 sierpnia w bombardowaniach pozycji talibskich zginęło 15 rebeliantów, a zniszczeniu uległy cztery kryjówki. Po nalotach doszło do potyczki lądowej, jednak brak informacji o ewentualnych ofiarach. 2 sierpnia dwóch żołnierzy odniosło rany w ataku rebeliantów na wojskowych pod Daburai. Żołnierze odpowiedzieli ogniem, mordując 12 talibów.
19 sierpnia w walkach w górzystym regionie Tapu poległo 19 talibów oraz jeden żołnierz. W kolejnych dwóch następnych dniach zabito ośmiu talibów. Zginął też jeden wojskowy. 25 sierpnia poległo 13 talibów w tym trzech kluczowych dowódców.
Na początku września armia pakistańska przyznała, iż kontroluje 90% obszaru Orakzai. 10 września 7 napastników zaatakowało miejscową szkołę wyższą i zabiło 4 studentów. Wkrótce napastnicy zostali zabici przez milicję plemienną.
22 października sześciu żołnierzy zginęło w wybuchu miny drogowej. W odwecie dzień później, armia pakistańska dokonała rajdu na talibskie kryjówki, mordując 18 napotkanych tam talibów. 26 października w akcji wojsk pakistańskich poległo kolejnych sześciu talibów i jeden żołnierz. 29 października armia zniszczyła kilka górskich kryjówek, zabijając przy tym 20 talibów.
1 listopada w nalotach helikopterów zginęło 12 talibów. W podobnej akcji z 6 listopada poległo 22 rebeliantów. 7 listopada w walkach poległo 5 talibów w tym lokalny dowódca Hikmat Shah. 11 listopada 8 rebeliantów zginęło w bombardowaniach. 13 listopada 15 rebeliantów zginęło w bombardowaniach. 21 listopada 15 rebeliantów zginęło w bombardowaniach. 25 listopada 8 rebeliantów zginęło w nalotach na kryjówki. 1 grudnia doszło do walk lądowych w Orakzai. Armia zastrzeliła 10 talibów.

## Skutki operacji
Ogłoszenie zakończenia operacji w czerwcu 2010, było przedwczesną deklaracją, gdyż partyzantka talibska przeciągła się do zimy. Wpływ na jej zakończenie miała powódź oraz naloty, które w znacznym stopniu uszkodziły talibską infrastrukturę. W walkach zginęło od 2 tys. do 2,5 tys. talibów. Aresztowano ponad 250 rebeliantów. Strona pakistańska traciła 62 żołnierzy, a 213 podczas bojów odniosło obrażenia.
Po zakończeniu operacji w Orakzai otwarto wszystkie drogi zamknięte pod 2005.
Operacja nadwerężyła mobilność sitaki Hakkaniego na pograniczu afgańsko-pakistańskim. Armia pakistańska poinformowała 6 grudnia 2010, iż oczyszczono Agencję Orakzai w 85% z dominacji talibskiej. Pozostałe 15% poddano starszyźnie plemiennej, która prowadziła rokowania z talibami. Ogłoszono wówczas po raz drugi wyzwolenie regionu. Sporo cześć talibów podczas walk przenikła do sąsiednich regionów, zwłaszcza do Waziristanu Północnego, Mohmand oraz Kurram, które też zostało faktycznie wyzwolone w czerwcu 2010.
W listopadzie i grudniu 2010 przeprowadzono krótkotrwałą operację w Mohmand, dokąd przeniknęli talibowie. Region ten od września 2009 był wolny od talibów. Jednak po operacji w Orakzai talibowie się tam osiedli i 2 listopada zburzyli szkoły dla dziewczynek. Zabito tam kilkuset talibów, którzy zakończyli ataki na wojska.
W lutym 2011 starszyzna plemienna z talibami w Kurram zawarła porozumienie rozejmowe, które już miesiąc później zostało złamane. Talibowie atakowali konwoje na kluczowej drodze Thall-Parachinar, cześć szlaku tranzytowego między Islamabadem a Kabulem. Latem 2011 przeprowadzono operację w Kurram.